# Гар дю Нор (станция метро)
Гар дю Нор (фр. Gare du Nord) — пересадочный узел линии 4 и 5 Парижского метрополитена в Х округе, расположенный возле Северного вокзала, от которого и получил название. На станции установлены платформенные раздвижные двери.

## История
- Первым открылся зал линии 5, это произошло 15 ноября 1907 года в составе её первого участка Гар д'Остерлиц — Гар дю Нор, тогда же была сооружена изначально использовавшаяся разворотная петля. 21 апреля 1908 года открылся зал линии 4 в составе пускового участка Шатле — Порт де Клиньянкур.
- В 1942 году, в связи с открытием участка Гар дю Нор — Эглиз де Пантен линии 5 старая конечная этой линии была закрыта и законсервирована. За исключением отдельных отрезков, ликвидированных при строительстве перегона Гар дю Нор — Шатле — Ле-Аль совмещённого участка линий RER B и D, бывшая разворотная петля была преобразована в тренировочный полигон USFRT, к которому были также проложены служебные подъезды с линий 2 и 4, располагающиеся под бульваром Магента и рю де Дюнкерк. Платформы линии 4 также подвергались удлинению в 1960-х годах при переходе на шинный ход.

## Пассажиропоток
В таблице ниже приведена информация о пассажиропотоке по входу, взятая из официальных отчетов RATP. Данные за 2004 год приведены по оценке STIF
| Год  | Пассажиропоток | Место по пассажиропотоку |
| ---- | -------------- | ------------------------ |
| 2011 | 48 146 629     | ?                        |
| 2012 | ?              | ?                        |
| 2013 | 49 977 513     | 1                        |
| 2014 | 51 316 134     | 1                        |
| 2015 | 50 793 797     | 1                        |
| 2016 | 50 872 319     | 1                        |

- В 2004 году пассажиропоток пересадочного узла по входу, по оценке STIF, составил 36,24 миллионов человек[9].

## Путевое развитие
От линий 4 и 5 ответвляются служебные въезды на полигон USFRT, ранее бывшие частью разворотной петли линии 5. Также на перегоне Гар дю Нор — Сталинград линии 5 имеется пошёрстный съезд.

## Галерея

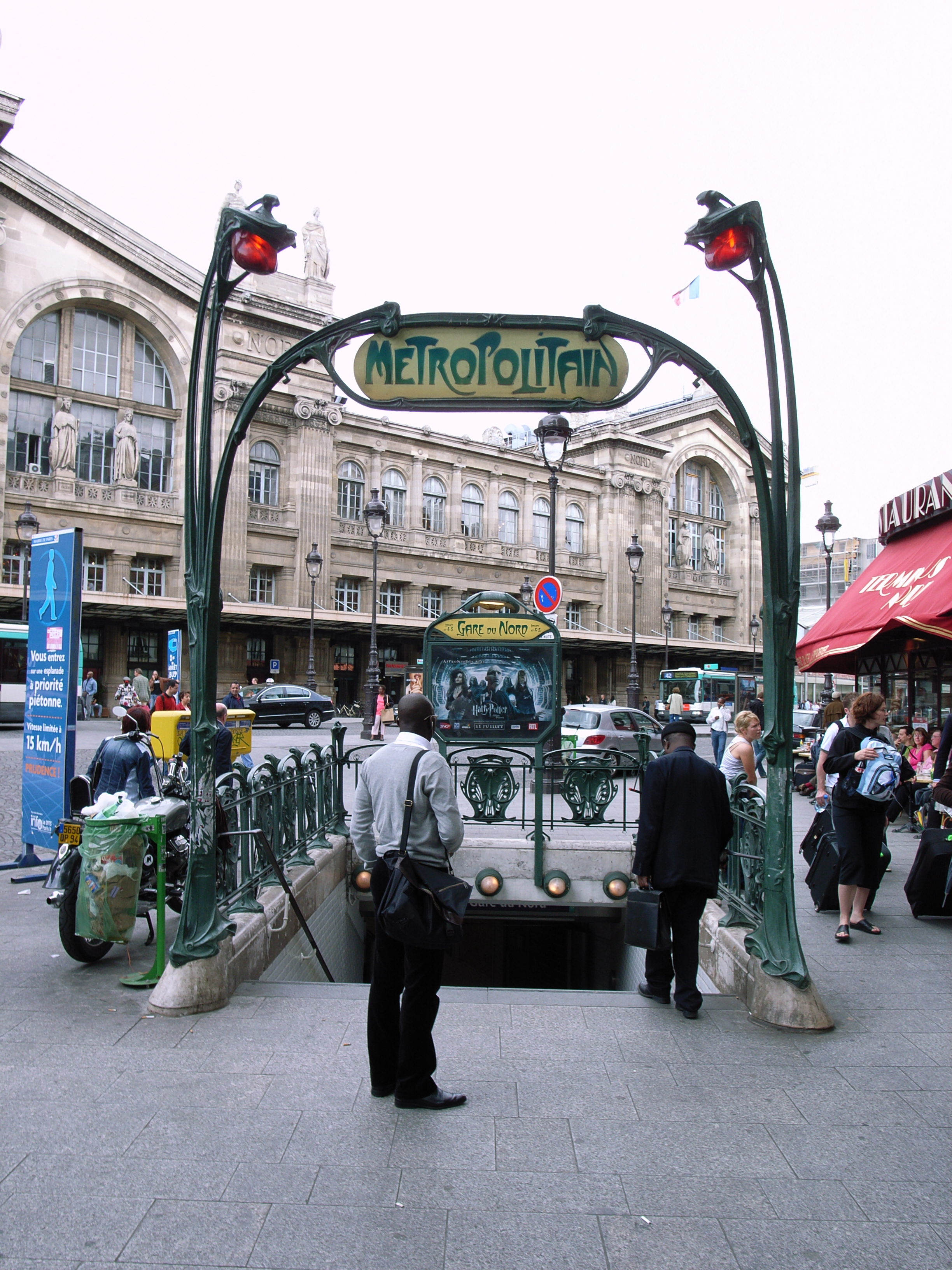
Лестничный сход
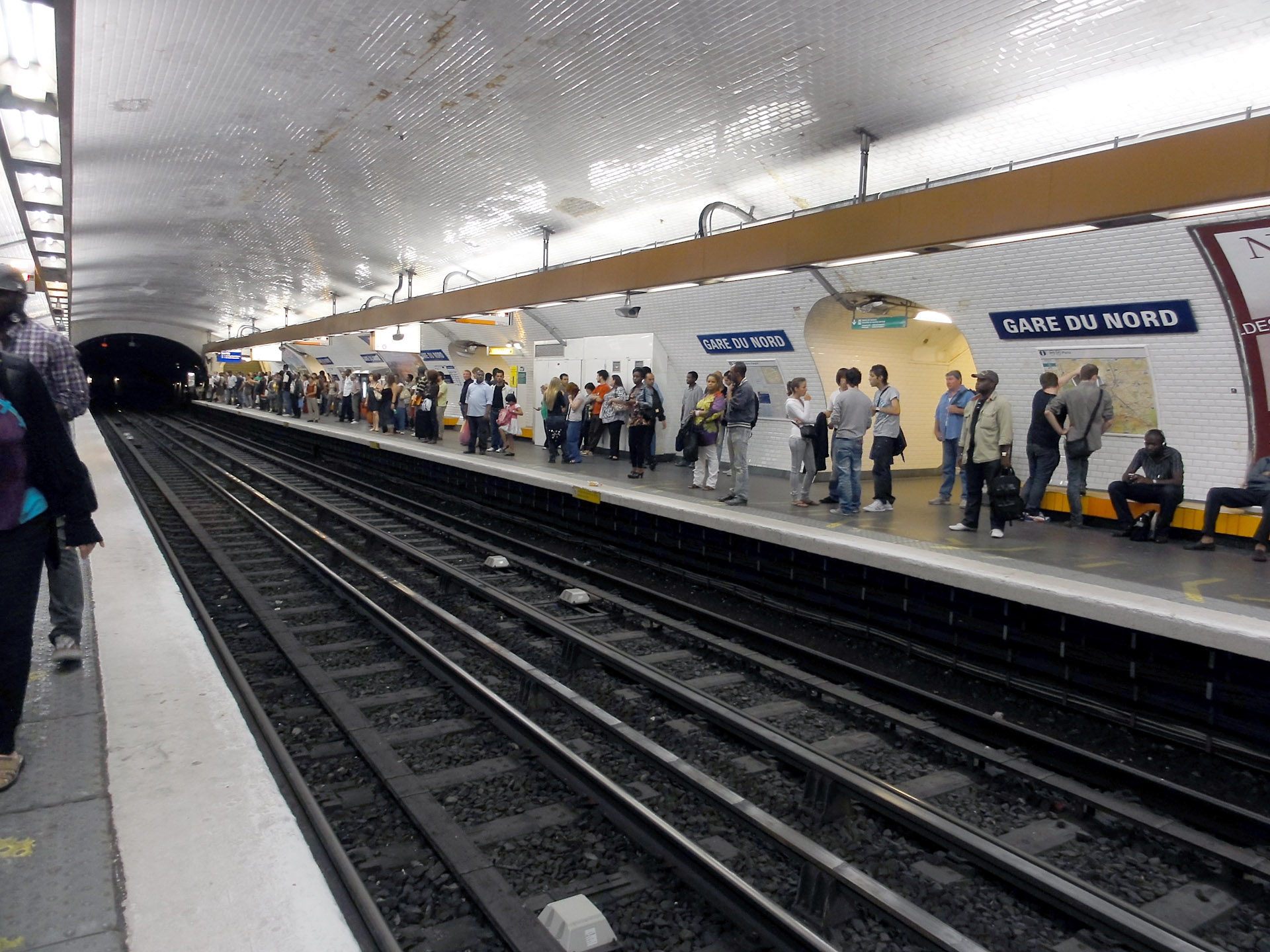
Зал линии 5
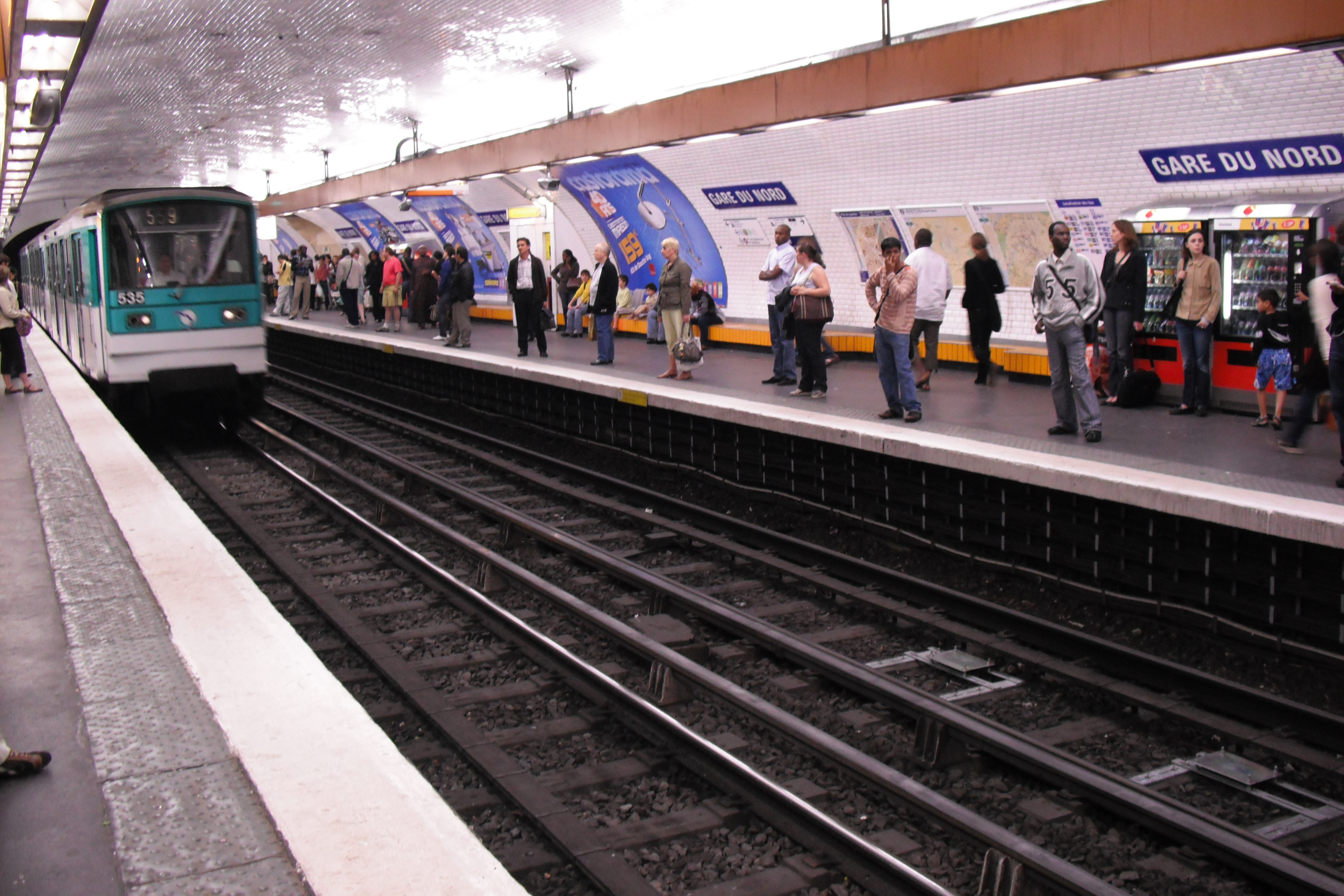
Состав модели MF 67 в зале линии 5
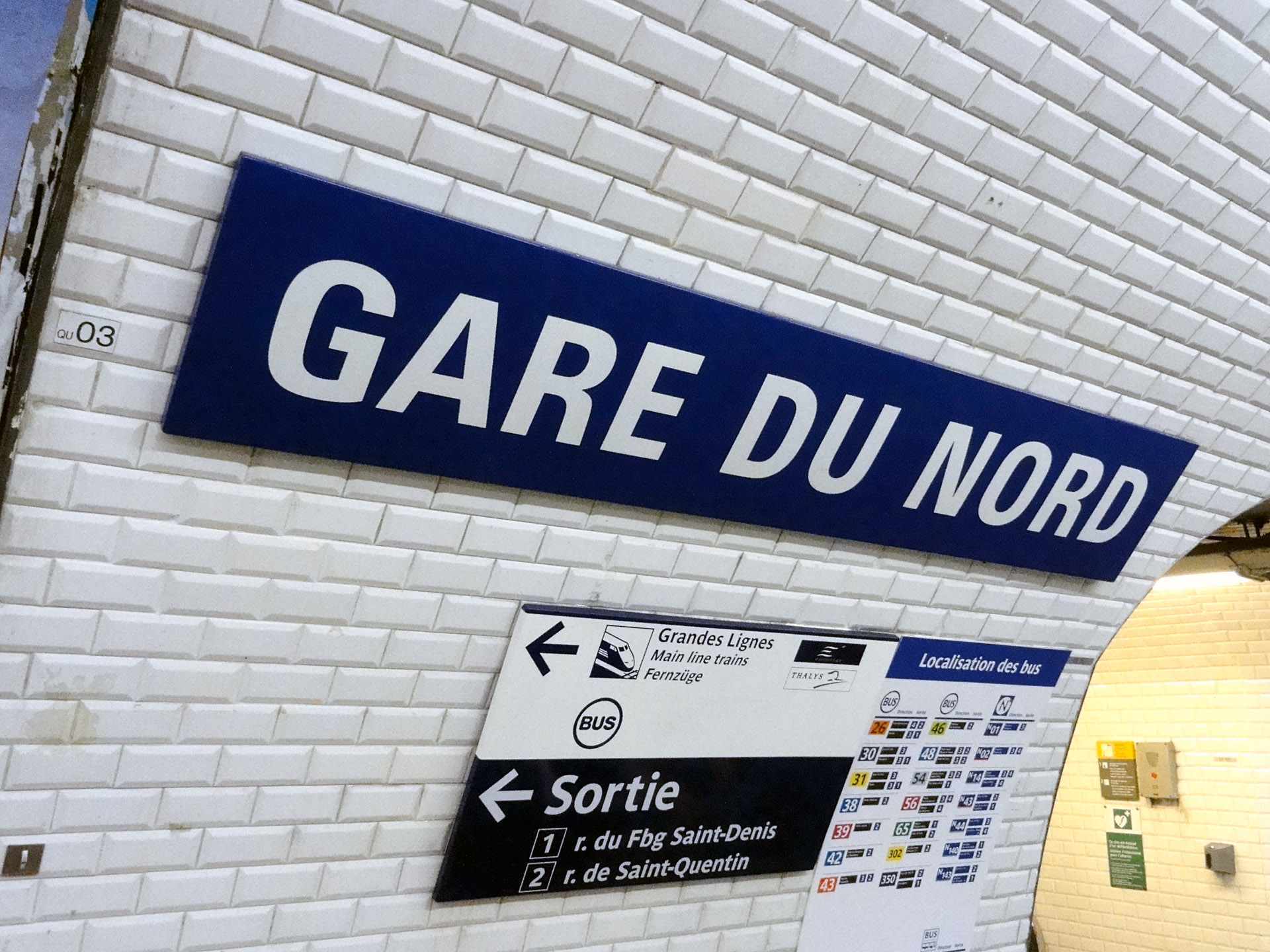
Табличка с названием станции
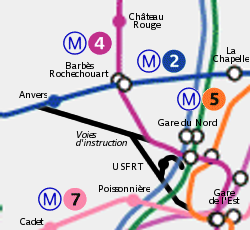
Расположение линии полигона USFRT на схеме метро